# Coccothraustes vespertinus
Coccothraustes vespertinus là một loài chim trong họ Fringillidae.

## Hình ảnh

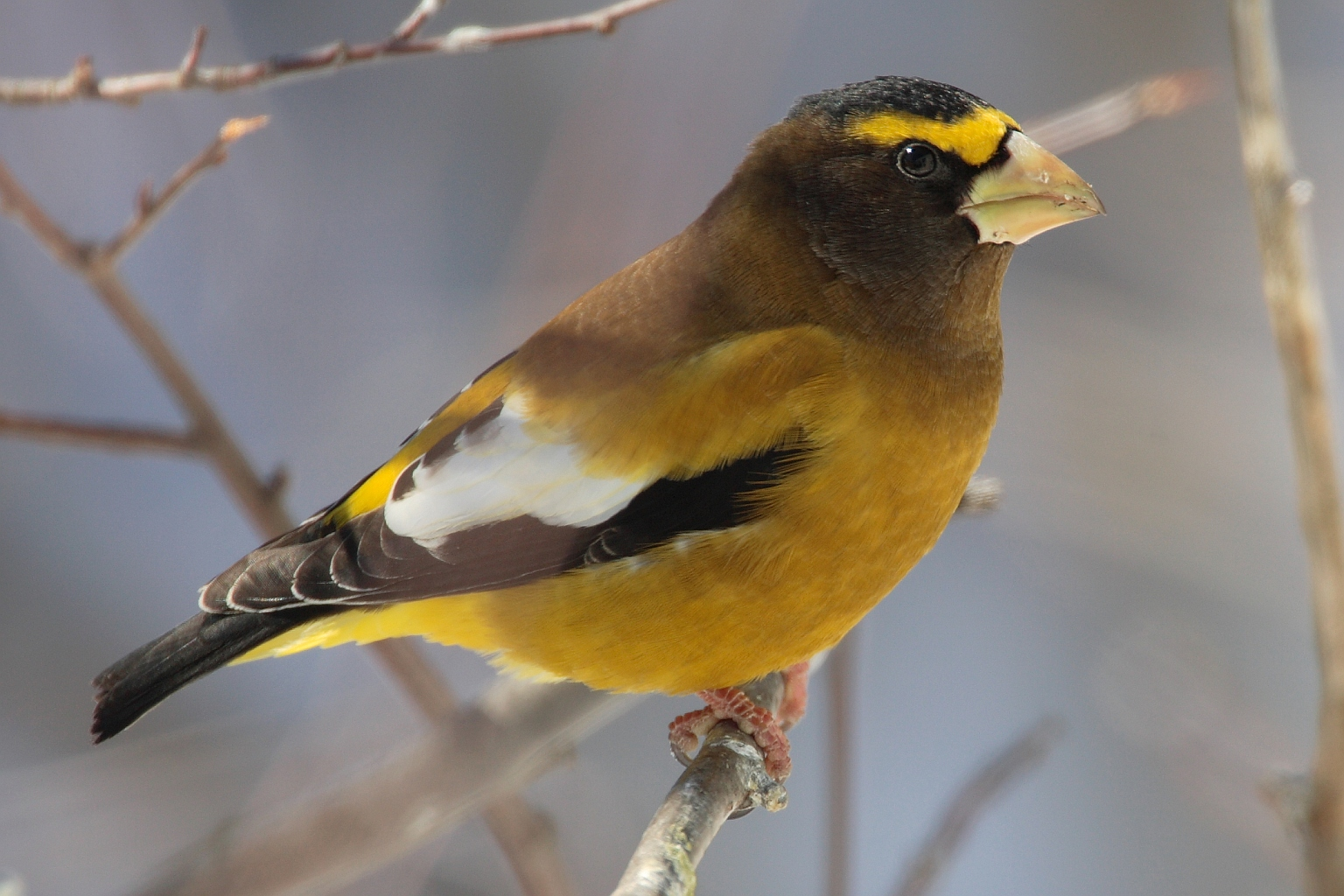
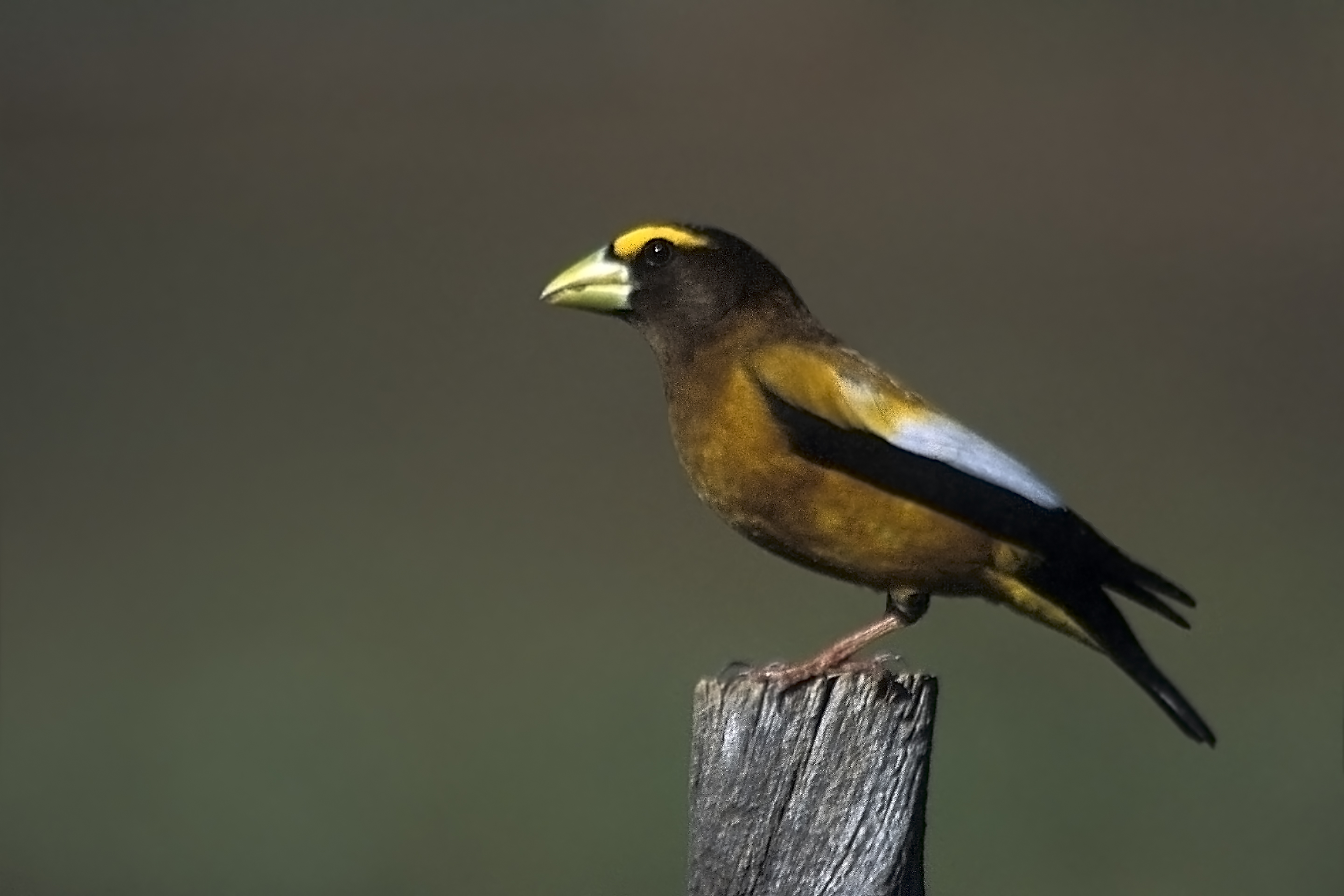